# In My Mind
Az In My Mind egy 2012-es dal, melyet Ivan Gough ausztrál house producer készített a Feenixpawl house duóval, a vokált pedig az indie pop zenész Georgi Kay biztosította. A szám 2018-ban új életre kelt, amikor a litván DJ, Dynoro átdolgozta, és Gigi D’Agostino L’Amour Toujours című slágere hookjával közzé tette.

## Axwell Mix
A dal hatalmas népszerűségre tett szert, amikor Axwell remixelte. A szám megjelent a Swedish House Mafia 2012-es Until Now című albumán, ekkor Axwell része volt a formációnak, amelyhez Steve Angello és Sebastian Ingrosso is tartozott.
Az In My Mind című dal a 29. helyig jutott az ARIA Singles Charton, és az 51. helyig a holland Single Top 100 charton, emellett megjelent a Tipparade listán Belgiumban is. A dal 11 hétig vezette az ausztrál komponenslistát, az ARIA Club Tracks-et. A kiadója a Neon/Axtone/Atlantic (Warner) volt.
2013-ban Grammy-díjra jelölték a Legjobb, nem klasszikust feldolgozó remix felvétel kategóriában.
Axwell emellett előadta a dalt a 2012-es Tomorrowland Fesztiválon is, majd a rendezvény hivatalos aftermovie-jához is felvették. Ugyanezen a fesztiválon 2013-ban is előadásra került az In My Mind.
A folyamatosan növekvő érdeklődés miatt Axwell és Ingrosso 2018-ban a "Dreamer vs In My Mind" verziót is elkészítette, mely szintén bemutatásra került a Tomorrowland-en.

## Flo Rida változat
Az eredeti In My Mind sikere után Flo Rida is elkészítette a saját, átszövegezett remixét, melyben részletek szerepelnek Georgi Kay-től is. A remix az In My Mind, Part 2 nevet kapta, és Flo Rida 2012-es Wild Ones című albumán jelent meg. Az új változat további közreműködői voltak még Aden Forte és Josh Soon a Feenixpawl duóból, és Tramar Dillard.
Ez a verzió is kisebb sláger lett Ausztráliában, ahol a ARIA Singles Charton a 44. helyig jutott, két egymást követő hétig tartózkodott a listán.
2018-ban megjelent a a dal újra átdolgozott verziója, In My Mind Part 3 címmel.

## Dynoro és Gigi D'Agostino változat
Az In My Mind-ot a litván DJ Dynoro is remixelte 2018-ban, melyhez Gigi D'Agostino egyik legismertebb számjának, a L'Amour Toujours-nak a hookját használta fel. A dal 29. helyet ért el az osztrák Ö3 Austria Top 40 listáján.
A remix ezután átdolgozásra került, immár Gigi D'Agostino segítségével, és a B1 Recondings-nél, a Sony Music vállalatánál jelent meg. 2018. júliusában az átdolgozott In My Mind első helyre került Németországban és Ausztriában, majd Csehországban, Finnországban, Magyarországon, Norvégiában, Szlovákiában, Svédországban és Svájcban, valamint Belgiumban és Írországban is a legjobb 5 közé került. Az Egyesült Királyság Singles Charton is az ötödik helyig jutott, ezzel Dynoro és D'Agostino számára mindkettőjük első top 5-ös slágere lett Nagy-Britanniában. Máig ez a változat a legnépszerűbb, 2023. év végéig több, mint 1,1 milliárd megtekintést ért el a YouTube-on.
A számhoz készült videóklipp 2019. márciusában jelent meg, In My Mind (In My Head) néven, már csak Dynoro neve alatt.

## Fordítás
Ez a szócikk részben vagy egészben  az   In My Mind (Ivan Gough and Feenixpawl song) című angol Wikipédia-szócikk ezen változatának fordításán alapul.  Az eredeti cikk szerkesztőit annak laptörténete sorolja fel. Ez a jelzés csupán a megfogalmazás eredetét és a szerzői jogokat jelzi, nem szolgál a cikkben szereplő információk forrásmegjelöléseként.

## Külső hivatkozások
- Ivan Gough & Feenixpawl ft. Georgi Kay – In My Mind (Axwell Mix) OFFICIAL VIDEO a YouTube-on
- In My Mind Pt. 2 (feat. Georgi Kay) – Flo Rida a YouTube-on
- Flo Rida – In My Mind Part 3 feat. Georgi Kay (Official Visualizer) a YouTube-on
- Dynoro & Gigi D’Agostino – In My Mind a YouTube-on